# Restauración
Restauración è un comune della Repubblica Dominicana di 6.908 abitanti, situato nella Provincia di Dajabón.